# 지엄 (수나라)
지엄(智儼, 602년 ~ 668년)은 중국의 승려로 화엄종의 제2대 조사이다. 수나라 말기에서 당나라 초기에 걸쳐 활동했으며 화엄종의 기틀을 마련하였다. 제자로는 법장과 의상 등이 있다. 감숙성 천수시 친안현 출신이다.

## 같이 보기
- 지상사
- 천태종